# Gulfstream GVII

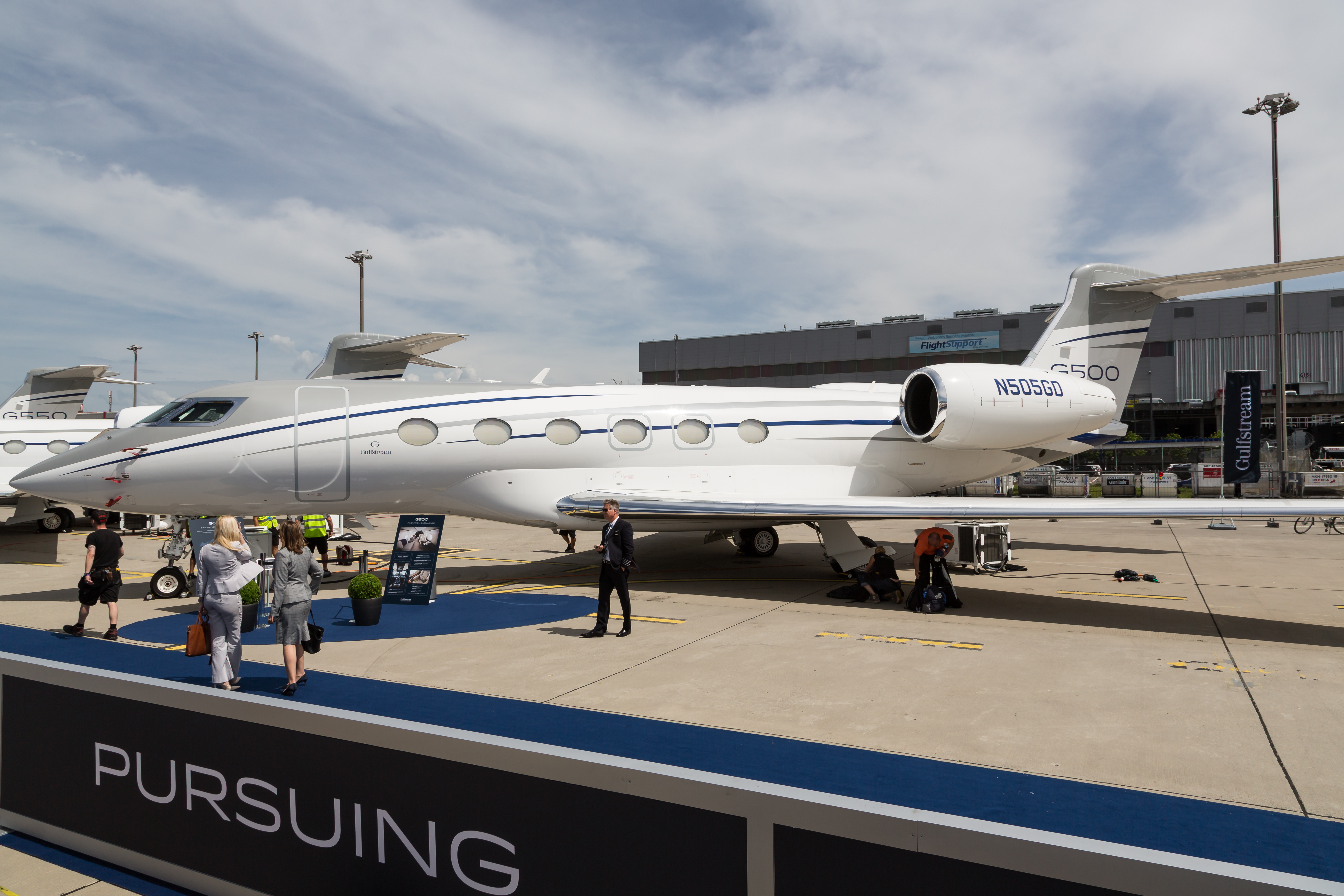
Die fünfte gebaute G500 (P1)

Gulfstream GVII-G500 und  Gulfstream GVII-G600 sind die Musterzulassungsbezeichnungen für die Gulfstream G500 und Gulfstream G600. Diese sind zweistrahlige, für Langstreckenflüge ausgelegte Geschäftsreiseflugzeuge des US-amerikanischen Herstellers Gulfstream Aerospace. Gulfstream stellte die Ausgangsvariante G500 erstmals öffentlich am 14. Oktober 2014 auf dem Flughafen in Savannah als auf der Technik der Gulfstream G650 und G650ER basierende nächste Generation von Gulfstream-Flugzeugen vor. Die G500 füllt, nachdem Anfang 2018 die Produktion der G450 eingestellt wurde, die Lücke zwischen der G280 und der G650.  Die in den Gesamtabmessungen etwas größere Variante trägt die Bezeichnung G600.

## Geschichte

### Entwicklung
Die Arbeiten an der G500 und G600 begannen 2008 unter der Projektbezeichnung P42. Besondere Berücksichtigung fanden die über 200 Verbesserungsvorschläge der im Advanced Technology Customer Advisory Team (ATCAT) zusammengeschlossenen Gulfstream-Betreiber.

### Erprobung
Die Erprobung wurde mit vier Flugzeugen durchgeführt. Eine fünfte Maschine dient als Demonstrationsflugzeug z. B. bei Airshows. Während diese Flugzeuge pro Seite sechs Fenster aufwiesen, erhalten alle Exemplare ab der siebten Maschine (erstes Kundenflugzeug), wie bei der G600 jeweils sieben Fenster.
|             | Test-Flugzeug T1 | Test-Flugzeug T2  | Test-Flugzeug T3  | Test-Flugzeug T4 | Werks-Demonstrator P1 |
| ----------- | ---------------- | ----------------- | ----------------- | ---------------- | --------------------- |
| Werknummer  | 72001            | 72002             | 72003             | 72004            | 72005                 |
| Kennzeichen | N500GA           | N502GS            | N503G             | N504GS           | N505GD                |
| Erstflug    | 18. Mai 2015     | 20. November 2015 | 20. November 2015 | 20. Februar 2016 | 5. August 2016        |

Auch für die G600 wird der Test- und Zulassungsbetrieb mit insgesamt fünf Maschinen seit Dezember 2016 durchgeführt.
Auf der Business Aviation Convention in Las Vegas teilte Gulfstream im Oktober 2017 mit, dass besonders für die Reichweite deutlich bessere Werte, als ursprünglich zugesichert, erflogen werden konnten. Bei einer Reisegeschwindigkeit von Mach 0,9 wurden um 550 km (G600) bis 1100 km (G500) erhöhte Reichweiten ermittelt.
Nach über 5000 Flugstunden erhielt die G500 im Juli 2018 die Musterzulassung durch die FAA und am gleichen Tag auch die Zertifizierung für den Beginn der Serienfertigung.

### Serienfertigung
Die erste Auslieferung einer G500-Serienmaschine fand am 27. September 2018 statt, als die Franklin Mountain Assets in El Paso (Texas) die Werknummer 72010 erhielt.  Der erste internationale Kunde war Qatar Executive Airways, die Ende Dezember 2018 zwei G500 übernahmen. Bisher wurden mit Stand Mai 2019 insgesamt 58 G500 und 19 G600 ausgeliefert.

## Konstruktion

### Tragflächen und Triebwerke
Die G500/G600 besitzt vollständig neu konstruierte Tragflächen, die zum ersten Mal auch bei Gulfstream selbst gebaut werden. Diese besitzen ein superkritisches Profil und eine Pfeilung von 36° in 25 % der Tragflächentiefe (t/4-Linie). Es gibt nur einfache Fowler-Klappen an der Hinterkante und keine Vorflügel als Auftriebshilfen, um die Zahl der beweglichen Teile hier gering zu halten.
Der Antrieb besteht aus zwei Strahltriebwerken aus der Pratt & Whitney Canada PW800-Serie. G500 verwendet zwei PW-814GA mit einem Schub von je 67,4 kN, während bei der G600 zwei PW-815GA mit je 69,7 kN eingesetzt werden.

### Rumpf

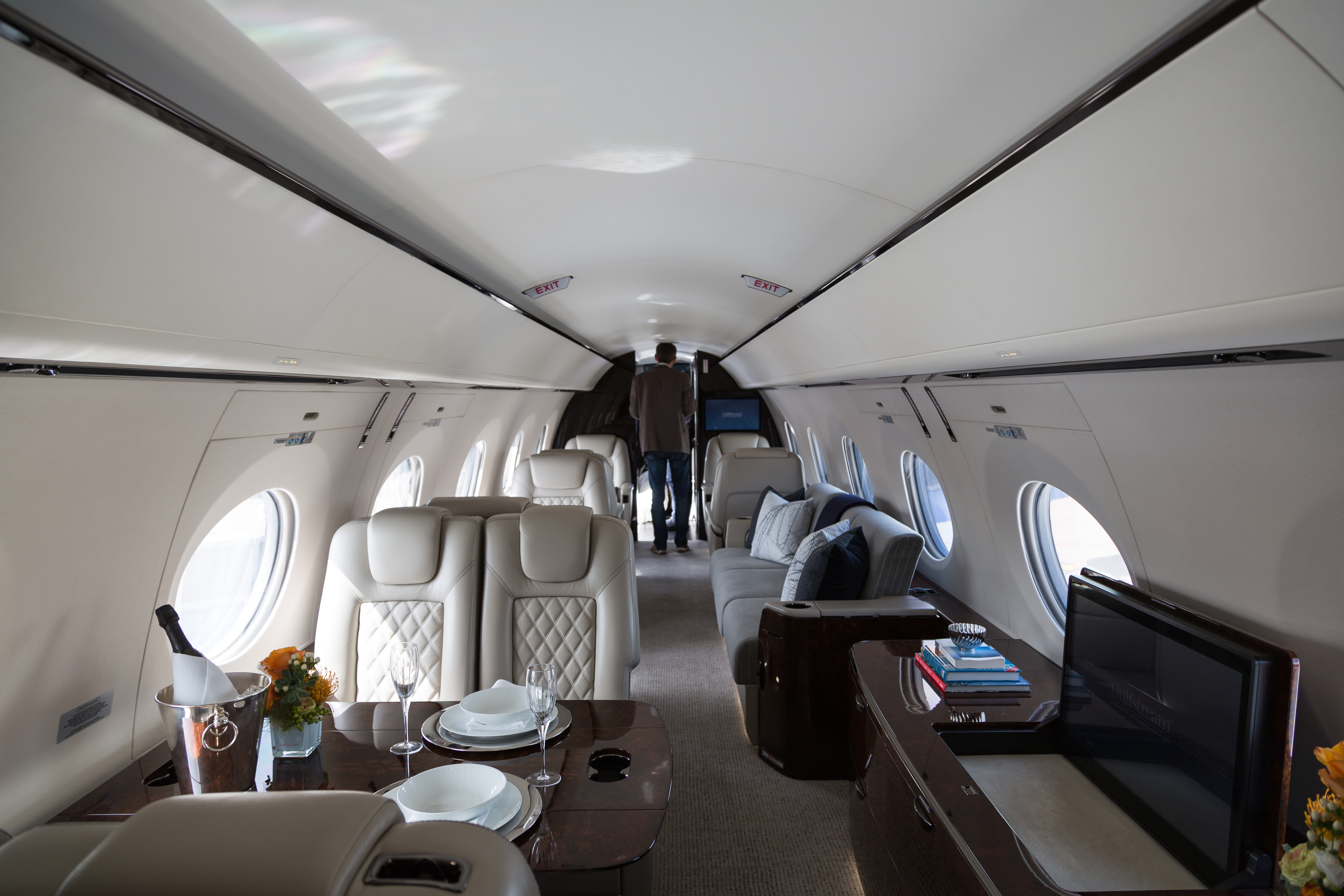
Kabine der G500

Mitglieder des ATCAT-Konsortiums regten die Verwendung eines vergrößerten Rumpfs mit dem Querschnitt der G650 an, was Gulfstream jedoch wegen der Gewichts- und Luftwiderstandsnachteile als nicht durchführbar ansah. Auch ein ovaler Querschnitt wurde verworfen. Verglichen mit der G450 und G550 hat der neue Rumpf eine um 52 mm vergrößerte Höhe; die Kabine ist 178 mm und der Bodenbereich 203 mm breiter. Die Passagierkabine ist damit 2,13 m breit, 1,88 m hoch und kann bis zu 18 Personen aufnehmen. Der Kabinendruck wird immer auf einem Wert gehalten, der einer Höhe zwischen 3000 ft auf FL 410 und 4850 ft auf FL 510 entspricht. Die Fläche der Kabinenfenster wurde gegenüber der G450/G550 um 16 % vergrößert.

### Avionik

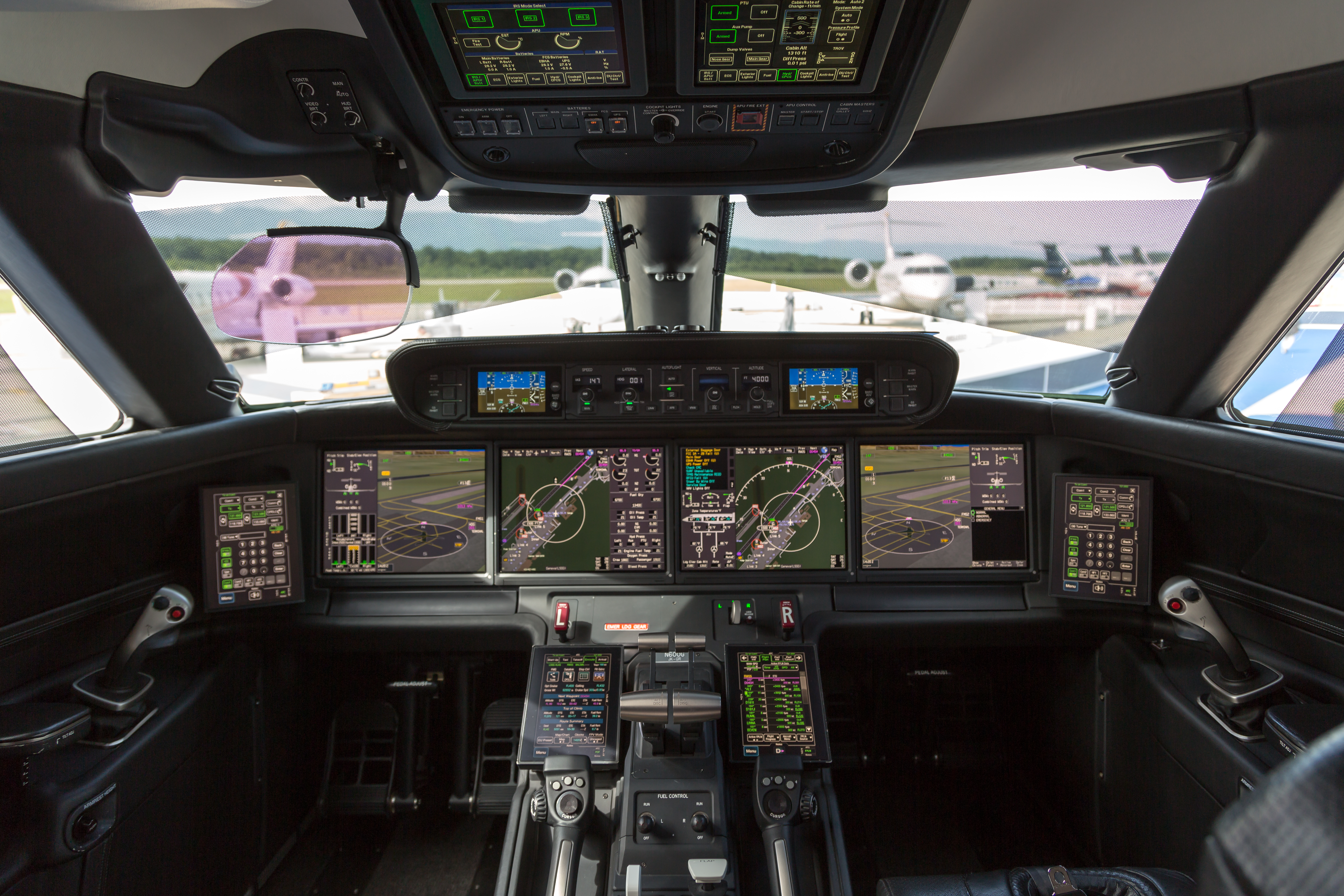
Cockpit der G600 mit Sidesticks und Head-up-Display

G500 und G600 besitzen ein von Honeywell neu entwickeltes  Symmetry Flight Deck mit active-control side-sticks. Hierbei sind die Sidesticks elektronisch gekoppelt, sodass der Copilot die Bewegungen des Piloten-Sidesticks sehen und spüren kann. Hauptausrüstung des Cockpits sind vier 12 × 8 Zoll große Bildschirme und zehn Touch-Screen-Bedieneinheiten. Außerdem wird das bei Gulfstream seit 2004 verwendete Enhanced Vision System (EVS), das auf den Bildern einer außen angebrachten Infrarot-Kamera basiert, in einer dritten Generation eingesetzt. EVS unterstützt den Piloten am Boden und im Endanflug.
Die Flugsteuerung wird über ein Dreiachsen-Fly-by-Wire-System vorgenommen. Dieses gewährleistet unter anderem den Schutz vor einem Überschreiten der zulässigen Flugparameter (Flight envelope protection).

### Materialien/Bau
Rumpf, Tragfläche und Seitenleitwerksflosse sind aus verschiedenen Metalllegierungen und einem geringen Anteil an Stahl hergestellt. Die Höhenleitwerksflosse, Ruder, Spoiler, Winglets, die Verkleidung des Rumpf-Tragflächenübergangs, der Kabinenboden und Druckschotten bestehen aus Verbundmaterialien.
Die G500 und G600 werden in zwei neu gebauten Produktionseinrichtungen mit einer Fläche von 37.100 m2 in Savannah hergestellt. Ein Gebäude dient dem Bau von Tragflächen und Leitwerk, während in dem zweiten der Rumpf produziert wird und die Endmontage erfolgt.

## Technische Daten
| Kenngröße                                | Daten G400                                       | Daten G500                                       | Daten G600                                        |
| ---------------------------------------- | ------------------------------------------------ | ------------------------------------------------ | ------------------------------------------------- |
| Besatzung                                | 2                                                | 2                                                | 2                                                 |
| Passagiere                               | 9–12                                             | max. 19                                          | max. 19                                           |
| Länge                                    | 26,31 m                                          | 27,78 m                                          | 29,29 m                                           |
| Kabinenlänge (ohne Gepäckabt.)           | 11,07 m                                          | 12,65 m                                          | 13,77 m                                           |
| Kabinenhöhe                              | 1,88 m                                           | 1,93 m                                           | 1,93 m                                            |
| Kabinenbreite                            | 2,31 m                                           | 2,41 m                                           | 2,41 m                                            |
| Spannweite                               | 26,31 m                                          | 26,55 m                                          | 28,96 m                                           |
| Höhe                                     | 7,72 m                                           | 7,78 m                                           | 7,70 m                                            |
| max. Nutzlast                            | 1837 kg                                          | 2500 kg                                          | 2720 kg                                           |
| Basic Operating Weight (mit 3 Besatz.)   | 21.140 kg                                        | 23.330 kg                                        |                                                   |
| max. Startmasse                          | 31.683 kg                                        | 34.860 kg                                        | 41.550 kg                                         |
| max. Landemasse                          | 27.216 kg                                        | 29.190 kg                                        | 34.840 kg                                         |
| Langstrecken-Reisegeschwindigkeit        | Mach 0,85 (904 km/h)                             | Mach 0,85 (904 km/h)                             | Mach 0,85 (904 km/h)                              |
| Hochgeschwindigkeit-Reisegeschwindigkeit | Mach 0,88                                        | Mach 0,90 (956 km/h)                             | Mach 0,90 (956 km/h)                              |
| max. Operating Mach Number (Mmo)         | Mach 0,90                                        | Mach 0,925                                       | Mach 0,925                                        |
| Reiseflughöhe                            | ca. 12.500 bis 15.500 m                          |                                                  |                                                   |
| Reichweite                               | 7.778 km                                         | 9.260 km (bei Mach 0,85, mit 8 Pass., 3 Besatz.) | 11.480 km (bei Mach 0,85, mit 8 Pass., 4 Besatz.) |
| Triebwerke                               | 2 × Pratt & Whitney PW812GA mit je 60,0 kN Schub | 2 × Pratt & Whitney PW814GA mit je 67,4 kN Schub | 2 × Pratt & Whitney PW815GA mit je 69,8 kN Schub  |